# Oumar Kondé
Oumar Kondé (ur. 19 sierpnia 1979 w Binningen) – szwajcarski piłkarz pochodzenia kongijskiego występujący na pozycji obrońcy.

## Kariera
Kondé rozpoczął zawodową karierę w sezonie 1995/1996 w zespole FC Basel. W szwajcarskiej ekstraklasie zadebiutował 14 kwietnia 1996 w przegranym 0:3 meczu z Grasshopper Club Zürich. W 1998 roku przeszedł do angielskiego Blackburn Rovers. W sezonie 1998/1999 nie rozegrał w jego barwach jednak żadnego spotkania w Premier League, wystąpił natomiast w jednym meczu Pucharu Anglii.
W 1999 odszedł do niemieckiego SC Freiburg. W Bundeslidze pierwszy mecz rozegrał 15 sierpnia 1999 przeciwko SSV Ulm 1846 (1:1), zaś 22 kwietnia 2000 w wygranym 2:1 pojedynku z FC Schalke 04 strzelił swojego pierwszego gola w lidze. W sezonie 2000/2001 zajął z Freiburgiem 6. miejsce w Bundeslidze i awansował z nim do rozgrywek Pucharu UEFA. W sezonie 2001/2002 spadł z klubem do 2. Bundesligi, jednak w następnym awansował z nim z powrotem do Bundesligi.
W połowie 2005 roku został graczem Hansy Rostock (2. Bundesliga), jednak w trakcie sezonu 2005/2006 przeniósł się do szkockiego Hibernianu, rywalizującego w rozgrywkach Scottish Premier League. W tamtym sezonie zajął z nim 4. miejsce w lidze. W styczniu 2007 przeszedł do greckiego Panioniosu, którego barwy reprezentował do końca sezonu 2006/2007.
Następnie był graczem szwajcarskiego FC Zürich, z którym w sezonie 2007/2008 uczestniczył w rozgrywkach Pucharu UEFA. Z FC Zürich był wypożyczony do chińskiego Chengdu Blades. Następnie wrócił do Zürichu, jednak grał już tylko w jego drużynie U-21. W połowie 2010 roku odszedł z klubu, a lutym 2011 został graczem tajlandzkiego zespołu Tot SC. Po sezonie 2011 wrócił do Szwajcarii, gdzie grał w czwartej i piątej lidze, w zespołach SC Binningen oraz FC Kreuzlingen. W 2015 roku zakończył karierę.

## Statystyki ligowe
| Rozgrywki               | Poziom | Kraj       | Mecze | Bramki |
| ----------------------- | ------ | ---------- | ----- | ------ |
| Bundesliga              | I      | Niemcy     | 89    | 2      |
| 2. Bundesliga           | II     | Niemcy     | 26    | 0      |
| Swiss Super League      | I      | Szwajcaria | 76    | 0      |
| Chinese Super League    | I      | Chiny      | 16    | 0      |
| Scottish Premier League | I      | Szkocja    | 14    | 0      |
| Superleague Ellada      | I      | Grecja     | 3     | 0      |